# Perigrapha triangulifera
Perigrapha triangulifera är en fjärilsart som beskrevs av W. Warren 1915. Perigrapha triangulifera ingår i släktet Perigrapha och familjen nattflyn. Inga underarter finns listade i Catalogue of Life.